# قصر الرياضة حمو بوتليليس
قصر الرياضة حمو بوتليليس (بالفرنسية: Palais des Sports Hamou Boutlélis) أو قصر الرياضة هي قاعة رياضية جزائرية تقع في حي المدينة الجديدة بوسط مدينة وهران و تتسع القاعة لـ000 5 شخص.
تم إنشاء القاعة في ديسمبر 1960 بحي المدينة الجديدة بوسط مدينة وهران. استضافت بطولات هامة مثل كأس إفريقيا للأندية الفائزة بالكؤوس لكرة اليد 1988 ، بطولة العالم للكرة الطائرة ناشئين 2005 ، الجائزة الكبرى العالمية للكرة الطائرة 2012 ، ألعاب البحر الأبيض المتوسط 2022.

## روابط خارجية
- الموقع الرسمي لللجنة الدولية لألعاب البحر الأبيض المتوسط.